# Rui Correia
Rui Correia, właśc. Rui Manuel da Silva Correia (ur. 22 października 1967 w São João) – portugalski piłkarz grający na pozycji bramkarza.

## Kariera klubowa
Karierę piłkarską Correia rozpoczął w lizbońskim klubie Sporting Clube de Portugal. W 1986 roku był już w składzie pierwszego zespołu, ale w portugalskiej pierwszej lidze zadebiutował dopiero w sezonie 1987/1988, gdy bronił na przemian z Vítorem Damasem. Po sezonie Rui odszedł do Vitórii Setúbal, ale przez trzy lata rozegrał dla tego klubu tylko jedno ligowe spotkanie. W 1991 roku zmienił barwy klubowe i został piłkarzem GD Chaves, w którym był pierwszym bramkarzem. W 1992 roku przeszedł do SC Braga i tam występował przez pełne pięć lat, ale nie osiągnął z tym klubem większych sukcesów w lidze.
W 1997 roku Correia został golkiperem FC Porto i w sezonie 1997/1998 grał w podstawowym składzie wygrywając rywalizację ze Szwedem Larsem Erikssonem. Został wówczas z Porto mistrzem Portugalii, a także zdobył Puchar Portugalii. Latem 1998 do Porto przybył Vítor Baía z FC Barcelona i wówczas Correia stracił miejsce w składzie. W 1999 roku ponownie został mistrzem kraju, ale przez dwa kolejne lata nie rozegrał żadnego spotkania ligowego w pierwszym składzie Porto.
W 2001 roku Correia przeszedł do innego klubu z Porto, SC Salgueiros. Rok później spadł z nim jednak do drugiej ligi. W 2003 roku awansował z zespołem CD Feirense z trzeciej ligi do drugiej, a w 2005 roku opuścił ten zespół na rzecz innego drugoligowca AD Ovarense. W sezonie 2006/2007 grał w G.D. Estoril-Praia i był to jego ostatni sezon w karierze.
| Sezon   | Klub               | Kraj       | Rozgrywki         | Mecze | Bramki |
| ------- | ------------------ | ---------- | ----------------- | ----- | ------ |
| 1986/87 | Sporting CP        | Portugalia | SuperLiga         | 0     | 0      |
| 1987/88 | Sporting CP        | Portugalia | SuperLiga         | 15    | 0      |
| 1988/89 | Vitória Setúbal    | Portugalia | SuperLiga         | 0     | 0      |
| 1989/90 | Vitória Setúbal    | Portugalia | SuperLiga         | 0     | 0      |
| 1990/91 | Vitória Setúbal    | Portugalia | SuperLiga         | 1     | 0      |
| 1991/92 | GD Chaves          | Portugalia | SuperLiga         | 34    | 0      |
| 1992/93 | SC Braga           | Portugalia | SuperLiga         | 33    | 0      |
| 1993/94 | SC Braga           | Portugalia | SuperLiga         | 32    | 0      |
| 1994/95 | SC Braga           | Portugalia | SuperLiga         | 28    | 0      |
| 1995/96 | SC Braga           | Portugalia | SuperLiga         | 34    | 0      |
| 1996/97 | SC Braga           | Portugalia | SuperLiga         | 31    | 0      |
| 1997/98 | FC Porto           | Portugalia | SuperLiga         | 27    | 0      |
| 1998/99 | FC Porto           | Portugalia | SuperLiga         | 11    | 0      |
| 1999/00 | FC Porto           | Portugalia | SuperLiga         | 0     | 0      |
| 2000/01 | FC Porto           | Portugalia | SuperLiga         | 0     | 0      |
| 2001/02 | SC Salgueiros      | Portugalia | SuperLiga         | 18    | 0      |
| 2002/03 | CD Feirense        | Portugalia | Segunda Divisăo B | 35    | 0      |
| 2003/04 | CD Feirense        | Portugalia | Liga de Honra     | 33    | 0      |
| 2004/05 | CD Feirense        | Portugalia | Liga de Honra     | 19    | 0      |
| 2005/06 | AD Ovarense        | Portugalia | Liga de Honra     | 27    | 0      |
| 2006/07 | G.D. Estoril-Praia | Portugalia | Liga de Honra     | 25    | 0      |

## Kariera reprezentacyjna
W reprezentacji Portugalii Correia zadebiutował 15 sierpnia 1995 roku w wygranym 7:0 meczu eliminacji do Euro 96 z Liechtensteinem. W 1996 roku został powołany do kadry na ten turniej i pełnił na nim rolę rezerwowego dla Vítora Baí. Ogółem w kadrze narodowej rozegrał dwa spotkania.